# 姚婷芝
姚婷芝（Angela Yiu Ting Chi，1984年5月30日—），籍貫潮州市，2008年度香港小姐競選的參賽佳麗之一，前無綫電視合約女藝員。曾於無綫電視和香港電台主持電視及電台節目。過去曾被雜誌選為 Jessica Code Top Model。 20歲已經買下物業。現已於2011元旦假期離開香港電台及無綫電視，原打算到美國西雅圖展開新生活，但因簽證出現問題，短期內無法再入境美國，改為到世界各地旅遊。
姚婷芝於2011年10月與一位美籍韓裔男士David Nam結婚，並在荃灣顯達鄉村俱樂部設婚宴12席。

## 曾主持節目

### 香港電台第二台
- 《有冇搞錯》

逢星期一至五，凌晨12時至2時；
姚婷芝負責星期四及五節目。
- 《守下留情》

逢星期一至五，下午3至5時
（仍參與「留住手上的一封信」環節）
- 《Beautiful Sunday》

逢星期日，早上6至8時；
早上6至7時與第一台，第五台及普通話台聯播

### 無綫電視翡翠台
- 《東張西望》
- 《香港獨家》〈2009年7月12日，嘉賓主持〉

## 參演劇集
- 《老公萬歲》 (飾中醫師)
- 《宮心計》 (飾司膳房學婢)
- 《女王辦公室》 (飾伴唱女郎)
- 《天天天晴》 (飾女主持)
- 《Only You 只有您》 (飾酒吧女客人)
- 《花花世界花家姐》 (飾客人)
- 《真相》 (飾庭警)

## 參演電影
- 《保持通話》

## 參與的雜誌攝影
- 《e-Zone》 issue 370 DC Zone, P.40 - P.43 模特兒 Composition Card 設計與創作/ Designer and Photographer: Designho

## 著作
- 梁榮忠、黃冠斌、姚婷芝、阿O、Morle 《愛的禮物》
- 梁榮忠、黃冠斌、姚婷芝、阿O、Morle  《愛的禮物 2》
- 梁榮忠、黃冠斌、姚婷芝、阿O、Morle  《Blog Blog 齋》